# Tilapia-akvakultur
Tilapia er blevet den tredje mest vigtige fisk indenfor akvakultur og akvaponi produktion efter karper og laksefisk; den verdensomspændende produktion oversteg 1.500.000 metriske tons i 2002 med en værdi på US$1,8 milliarder 
hvilket er omkring samme som laks og ørred - og stiger årligt. De arter som mest er i fokus er Oreochromis, Sarotherodon og Tilapia - under ét kendt som tilapia. Det skal bemærkes at de forskellige arter har forskellig farve, smag og konsistens.
I modsætning til kødædende fisk kan tilapia leve af alger eller enhver plantebaseret kost. Dette reducerer omkostningen ved tilapia opdræt, undgår opkoncentration af toksiner som ellers akkumulerer til højere niveauer i fødekæden - og derfor gør tilapia til den foretrukne handlede "akvatiske kylling".
Ligesom andre større fisk er tilapia en god kilde på protein.
Kina er den største tilapiaproducent i verden fulgt af Egypten.